# Абигаль
Абигаль или точнее Эбигейл (англ. Abigail) — английское женское имя, восходящее к персонажу книги Царств Авигее (ивр. אֲבִיגַיִל‎). В Ветхом Завете это имя жены Навала. После смерти Навала, она стала третьей женой царя Давида.

Имя человека того — Навал, а имя жены его — Авигея; эта женщина была весьма умная и красивая лицом, а он — человек жестокий и злой нравом; он был из рода Халева.— 1Цар. 25:3
Английским имя Эбигейл впервые стало после протестантской Реформации, и приобрело популярность среди пуритан. Через некоторое время после выхода комедии Ф. Бомонта и Д. Флетчера «Презрительная Леди» (англ. The Scornful Lady) (1616), в которой был персонаж по имени Эбигейл, имя стало жаргонным словом для прислуги, и стало менее распространённым.
Имя было возрождено в XX веке.